# Héloïse Guérin
Héloïse Guérin (26 de agosto de 1989) es una modelo francesa.
Guerin ha aparecido en anuncios para Blugirl, una filial de la marca Blumarine, Sportmax, Black Fleece de Brooks Brothers, y United Colors of Benetton; También ha aparecido en la campaña de invierno de Victoria's Secret, Pink Collegiate. Los desfiles en los que ha caminado incluyen a Marc Jacobs, Philosophy di Alberta Ferretti, Christian Dior, Isaac Mizrahi, Jill Stuart, y Lacoste. Guerin apareció en el catálogo de J.Crew para otoño de 2010, y en 2011 para Tommy Hilfiger.
En la actualidad, sus agencias son Women Management Paris y Select Model Management.